# Bali-begova džamija u Nišu
Bali-begova džamija (poznata i kao Reis-efendijina i Burmali-džamija), džamija je u Nišu. Jedna je od dvije preostale džamije u ovom gradu i jedna od deset sagrađenih u Tvrđavi, u razdoblju osmanske vladavine. Smještena u središnjem dijelu tvrđave, građena je od 1521. do 1523. godine, kao vakuf Bali-bega Malkočevića.
Nakon obnova i revitalizacija 1972. i 1976. – 1977. godine, građevina je 1977. godine dobila novog vlasnika Galeriju suvremene likovne umjetnosti Niš, koja je Bali-begovu džamiju pretvorila u izložbeni prostor, pod nazivom Salon 77.

## Povijest
Pored brojnih društveno-političkih promjena koje je u Niš donijelo Osmansko Carstvo, najočiglednije su bile u transformacijama koje su se desile u arhitekturi. U tadašnjem Nišu, kao značajnom strateškom i upravnom centru Carevine tijekom osmanskog razdoblja podignute su brojne džamije. One su bile nosilac urbanog razvitka, što je zabilježeno u osmanskim popisnim knjigama, kao i u brojnim zapisima putopisaca koji su prolazili kroz grad na Nišavi. Prema sažeti defteru iz 1521. – 1523. godine koji navodi podatke o mesdžidu Jedrenjanina Balije u Niškoj tvrđavi, koji je sagrađen nakon 1516. godine. Oko ovog mesdžida formirana je istoimena mahala u unutrašnjosti utvrđenja. Na austrijskim planovima Niša iz 1689–1690. godine ova džamija ucrtana je s minaretom.
Tako je nastala i Bali-begova džamija u Nišu, kao jedna od trinaest koliko ih je u tom periodu bilo u isto toliko muslimanskih mahala u Nišu, i jedina je sačuvana od deset ukupno izgrađenih u Tvrđavi, do srbijanskog osvajanja od Osmanlija 1878. godine. Ona je danas jedna od tri posljednje džamije koje se mogu vidjeti u Nišu.
Nešto kasnije pored nje je 1868. godine otvorena knjižnica, prva u Nišu. Danas se mogu vidjeti njeni ostaci.
Iako je ova džamija jedna od dviju očuvanih niških džamija iz osmanskog razdoblja, ne koristi se u vjerske svrhe, već služi kao izložbeni prostor, odnosno galerija pod nazivom Paviljon 77 (Salon 77). Do Prvog svjetskog rata u blizini džamije se nalazila i srušena sahat-kula.
Danas se u džamiji priređuju multimedijalne postavke manjeg obima – samostalne izložbe mlađih umjetnika, tematske ili izložbe djela iz pojedinih ciklusa starijih umjetnika, ali i kamerni koncerti.

## Položaj i izgled objekata
Objekt džamije pozicioniran je u središnjem dijelu Tvrđave, uz samu glavnu komunikaciju, s njene lijeve strane, na početku uspona, nedaleko od Beogradske kapije, koja vodi od Stambol kapije u smjeru sjever-jug, i jednim dijelom na temeljima stare antičke ulice.
Bali-begova džamija u Nišu, koja je u arhitektonskom pogledu, građevina skladnih proporcija i tehnike zidanja, predstavlja jedinstveni spomenik islamske arhitekture u Srbiji. Ova osmanska džamija, po svom izgledu nesumnjivo pripada, kao i sve niške džamije, tipu džamije koji se razvio iz seldžučke džamije, koji je u Osmanskom Carstvu bio pod snažnim utjecajem bizantskih arhitektonskih obrazaca. Seldžučke džamije u Nišu u početku su bile jednostavne građevina u osnovi kvadratnog oblika, malih dimenzija, pokrivena jednom kupolom, i naročito razvijenim specifičnim izgledom zbijenog minareta u obliku krnje kupe. Kasnije je u izgradnji džamija, korištena dekorativna keramika i mramor. Tako se seldžučki mesdžid postepeno pretvarao u osmansku džamiju, kojoj pripada i Bali-begova džamija u Nišu.
Objekt džamije je kvadratne osnove, površine od 64 m², sa zasvedenom polukalotom, i centralno postavljenim mihrabom, okrenutim prema Meki. Visina tjemena kupole je 11,95 m. Zidana je od pritijesanog kamena i uokvirena opekom. Unutrašnjost osvjetljava 16 prozora.
S vanjske strane, na sjeverozapadnom zidu džamije, nalazi se dvokupolni trijem s četiri luka i tri stuba. Desno od ulaza nalazio se minaret, koji je porušen poslije osvajanja od Osmanlija, i nikada više nije obnavljan. Uz sjeverni zid džamije djelomično su vidljivi arheološki ostaci Midhad-pašine knjižnice i minareta.

## Vanjske poveznice
- Plan Niške tvrđave s obilježenom džamijom
- Гордана Милошевић - "Italijanski plan" Niša iz 1719. kao povod za rekonstrukciju izgleda srednjovekovnog i antičkog grada